# Mpika
Mpika es una ciudad situada en la provincia de Muchinga, Zambia, situada en la intersección de  la Gran carretera del Norte y la carretera de Tanzania hacia Dar es Salaam.
Tiene una población de 39.724 habitantes, según el censo de 2010, mientras que la población del distrito se estima en 150.000 habitantes. Dado que el distrito de Mpika es el distrito más grande de Zambia, la densidad de población es inferior a 4 habitantes por kilómetro cuadrado.

## Clima
Mpika tiene un Clima subtropical húmedo (Köppen: Cwa).
| Parámetros climáticos promedio de Mpika | Parámetros climáticos promedio de Mpika | Parámetros climáticos promedio de Mpika | Parámetros climáticos promedio de Mpika | Parámetros climáticos promedio de Mpika | Parámetros climáticos promedio de Mpika | Parámetros climáticos promedio de Mpika | Parámetros climáticos promedio de Mpika | Parámetros climáticos promedio de Mpika | Parámetros climáticos promedio de Mpika | Parámetros climáticos promedio de Mpika | Parámetros climáticos promedio de Mpika | Parámetros climáticos promedio de Mpika | Parámetros climáticos promedio de Mpika |
| Mes                                     | Ene.                                    | Feb.                                    | Mar.                                    | Abr.                                    | May.                                    | Jun.                                    | Jul.                                    | Ago.                                    | Sep.                                    | Oct.                                    | Nov.                                    | Dic.                                    | Anual                                   |
| --------------------------------------- | --------------------------------------- | --------------------------------------- | --------------------------------------- | --------------------------------------- | --------------------------------------- | --------------------------------------- | --------------------------------------- | --------------------------------------- | --------------------------------------- | --------------------------------------- | --------------------------------------- | --------------------------------------- | --------------------------------------- |
| Temp. máx. abs. (°C)                    | 30.4                                    | 31.0                                    | 30.5                                    | 30.1                                    | 31.0                                    | 29.2                                    | 29.2                                    | 31.5                                    | 33.8                                    | 37.7                                    | 34.5                                    | 32.4                                    | 37.7                                    |
| Temp. máx. media (°C)                   | 25.7                                    | 26.2                                    | 26.0                                    | 25.3                                    | 24.2                                    | 22.9                                    | 22.5                                    | 24.3                                    | 27.8                                    | 29.7                                    | 28.6                                    | 26.0                                    | 25.8                                    |
| Temp. media (°C)                        | 19.9                                    | 19.9                                    | 20.0                                    | 19.4                                    | 17.5                                    | 15.6                                    | 15.4                                    | 17.5                                    | 20.9                                    | 22.6                                    | 22.1                                    | 20.1                                    | 19.2                                    |
| Temp. mín. media (°C)                   | 16.0                                    | 16.1                                    | 15.9                                    | 14.8                                    | 12.4                                    | 9.8                                     | 9.2                                     | 10.8                                    | 13.7                                    | 16.0                                    | 16.5                                    | 16.2                                    | 13.9                                    |
| Temp. mín. abs. (°C)                    | 1.0                                     | 12.8                                    | 11.2                                    | 8.4                                     | 2.4                                     | 2.7                                     | 1.1                                     | 3.6                                     | 6.0                                     | 7.9                                     | 5.0                                     | 12.6                                    | 1.0                                     |
| Precipitación total (mm)                | 239.2                                   | 230.4                                   | 163.9                                   | 39.4                                    | 5.4                                     | 0.2                                     | 0.1                                     | 0.1                                     | 2.4                                     | 10.4                                    | 93.8                                    | 254.7                                   | 1040.0                                  |
| Días de precipitaciones (≥ 1.0 mm)      | 22                                      | 19                                      | 16                                      | 6                                       | 1                                       | 0                                       | 0                                       | 0                                       | 0                                       | 2                                       | 10                                      | 22                                      | 98                                      |
| Horas de sol                            | 124.0                                   | 134.4                                   | 179.8                                   | 216.0                                   | 285.2                                   | 264.0                                   | 291.4                                   | 303.8                                   | 291.0                                   | 291.4                                   | 213.0                                   | 124.0                                   | 2718.0                                  |
| Humedad relativa (%)                    | 82.4                                    | 80.6                                    | 78.1                                    | 73.9                                    | 67.5                                    | 61.7                                    | 56.2                                    | 51.5                                    | 43.8                                    | 47.0                                    | 58.2                                    | 77.1                                    | 64.8                                    |
| Fuente: NOAA                            |                                         |                                         |                                         |                                         |                                         |                                         |                                         |                                         |                                         |                                         |                                         |                                         |                                         |